# Teixidor frontgroc
El teixidor frontgroc' ( (Anthoscopus flavifrons) és una espècie d'ocell de la família dels remízids (Remizidae).

## Hàbitat i distribució
Habita la selva humida de Libèria, sud de Costa d'Ivori, de Ghana, de Nigèria i de Camerun, el Gabon, República del Congo i nord i est de la República Democràtica del Congo.